# Manuel Centeno
Pour les articles homonymes, voir Centeno.
Manuel Centeno (18 septembre 1980) est un bodyboardeur portugais originaire de Porto. Il participe à l'IBA World Tour 2011.